# 권민석 (작가)
권민석(1980년 6월 1일 ~ )은 대구광역시 출신의 작가, 교육인, 강사, 사업가, (전)공무원, (전)육상 선수이다.
작가 권민석은 전직 공무원 출신으로 KMS고시연구소 대표이다.

## 생애 및 경력
공무원 시험에 다회 합격하여 공직 생활을 하였다. 한때 공무원 시험 전직렬 합격에 도전하기도 하였다. 그 경험을 바탕으로 의원면직 이후 공무원 강사 생활을 하였으며, 이 후 KMS고시연구소를 설립하여 운영 중이다.
- 권민석 작가는 어려서 천주교 신자였으며, 대학 졸업 후 언론계에서 기자 활동을 하였다. 이후 입시 학원 강사 생활을 하던 중 공무원 시험에 합격하여 공직 생활을 하였다. 공무원 시험 다회 합격자로 이름이 알려지면서 의원 면직 이후엔 공무원 학원 강사를 하였으며 현재는 글을 쓰는 작가 활동을 함과 동시에 KMS고시연구소 대표를 맡고 있다.

### 주요 경력
- MIN뮤직스튜디오 대표
- KMS고시연구소 대표
- 수독서실 대표
- 케이엠게임나라 대표
- 경상북도교육청정보센터
- 구미시청
- 레트로월드 대표
- 한국인권신문
- 전시 88 서울올림픽의 영광 또 영광을 기획, 주관하였다.
- (전)대한육상연맹 경상북도 대표였으며 제26회 문화체육관광부장관기 전국마스터즈 시도대항육상경기대회에서 포환던지기 금메달을 획득하였다.

## 학력
- 대구교육대학교 대구부설초등학교 (졸업)
- 협성중학교 (졸업)
- 대건고등학교 (졸업)
- 경북대학교 경영학과 (졸업)

## 저서모음
- 스트레스를 날려버릴 유머집 외 다수

## 전시
- 88 서울올림픽의 영광 또 영광

## 수상
제26회 문화체육관광부장관기 전국마스터즈 시도대항육상경기대회 포환던지기 금메달